# 阿巴埃特图巴
1°42′S 48°54′W / 1.700°S 48.900°W

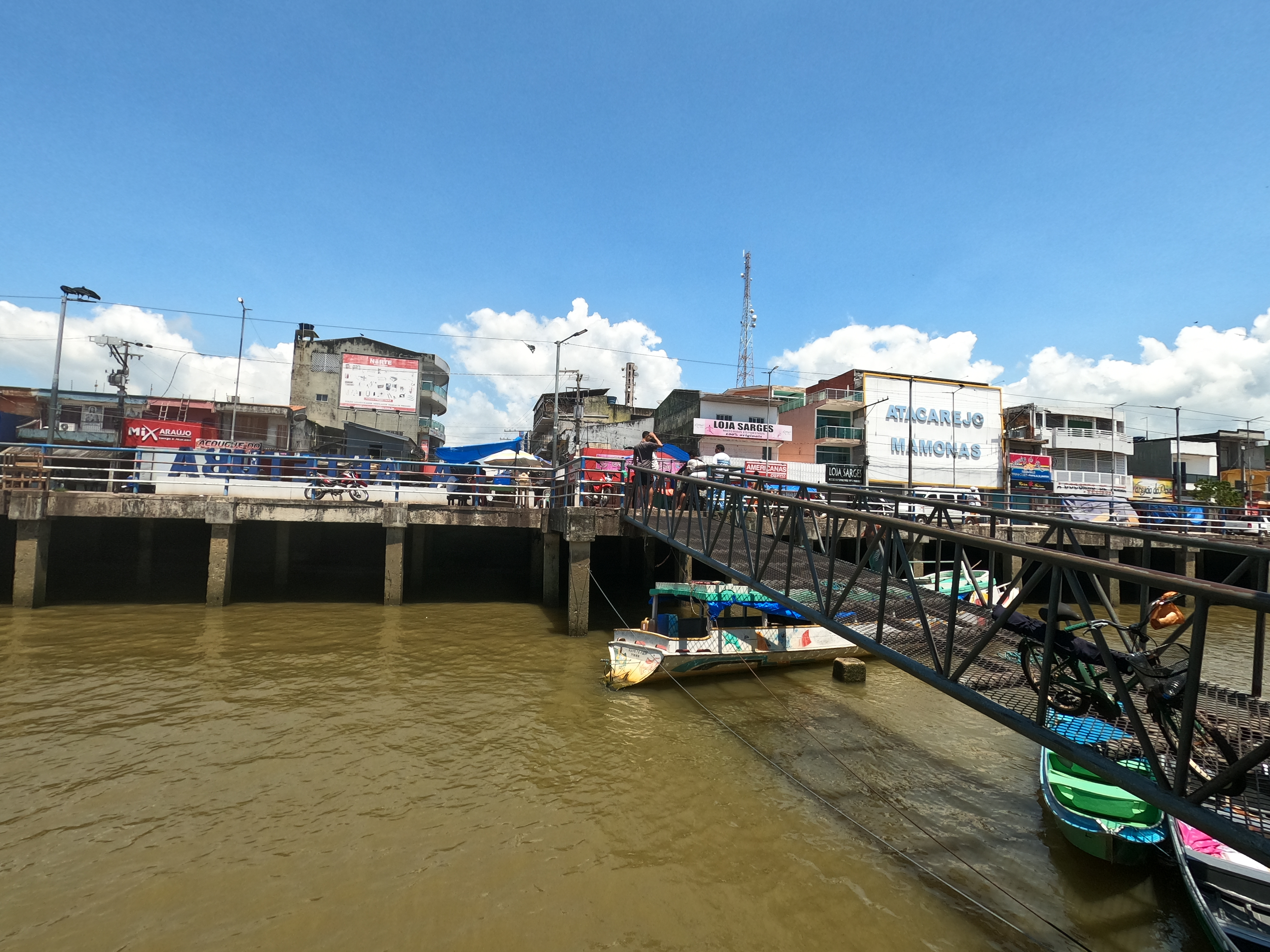
阿巴埃特图巴

阿巴埃特图巴是位于巴西东北部帕拉州帕拉河畔的一座城市，人口129,300，其中城市人口为78,000（2005年）。